# Aneurocoris
Aneurocoris is een geslacht van wantsen uit de familie van de Naucoridae (Zwemwantsen). Het geslacht werd voor het eerst wetenschappelijk beschreven door Montandon in 1897.

## Soorten
Het genus bevat de volgende soorten:

- Aneurocoris insolitus Montandon, 1897

Subgenus Aneurocorisella Poisson, 1960
- Aneurocoris marlieri Poisson, 1960